# تعلم قائم على الإتقان
التعلم القائم على الإتقان هي استراتيجية تعليمية وفلسفة تعليمية تؤكد على أهمية تحقيق الطلاب لمستوى عالٍ من الكفاءة (مثل 90٪ دقة) في المعرفة المسبقة قبل الانتقال إلى مواد جديدة. يتضمن هذا النهج تزويد الطلاب بالدعم الفردي والفرص المتكررة لإثبات إتقانهم من خلال التقييمات. إذا لم يحقق الطالب الإتقان في البداية ، فإنه يتلقى تعليمات ودعمًا إضافيين حتى يفعل ذلك. يرتكز التعلم التكاملي على فكرة أن جميع الطلاب يمكنهم التعلم بفعالية مع التعليم المناسب والوقت الكافي ، ويتناقض مع أساليب التدريس التقليدية التي غالبًا ما تركز على تغطية كمية محددة من المواد في إطار زمني ثابت ، بغض النظر عن احتياجات الطلاب الفردية.

## التعريف
التعلم القائم على الإتقان (أو كما كان يُعرف في البداية باسم "التعلم من أجل الإتقان" ؛ يُعرف أيضًا باسم "التعلم القائم على الإتقان") هو استراتيجية تعليمية وفلسفة تعليمية، اقترحها بنيامين بلوم رسميًا لأول مرة عام 1968.  يفترض التعلم القائم على الإتقان أن يجب على الطلاب تحقيق مستوى من الإتقان (على سبيل المثال، 90٪ في اختبار المعرفة) في المعرفة المسبقة قبل المضي قدمًا لتعلم المعلومات اللاحقة. إذا لم يحقق الطالب إتقانًا في الاختبار، فإنه يحصل على دعم إضافي في التعلم ومراجعة المعلومات ثم يتم اختباره مرة أخرى. تستمر هذه الدورة حتى يصل المتعلم إلى إتقان، ويمكنه بعد ذلك الانتقال إلى المرحلة التالية. في بيئة التعلم عبر الإنترنت ذاتية الوتيرة، يدرس الطلاب المواد ويخضعون للتقييمات. إذا ارتكبوا أخطاء، يوفر النظام تفسيرات مفيدة ويوجههم لإعادة زيارة الأقسام ذات الصلة. ثم يجيبون على أسئلة مختلفة حول نفس المادة، وتتكرر هذه الدورة حتى يصلوا إلى عتبة الإتقان المحددة. عندها فقط يمكنهم الانتقال إلى وحدات التعلم أو التقييمات أو الشهادات اللاحقة.
تؤكد أساليب التعلم القائمة على الإتقان على ضرورة تصميم التعليم بما يتناسب مع الوقت الفردي المطلوب لكل طالب لإتقان نفس المحتوى. يتناقض هذا بشكل كبير مع النماذج الكلاسيكية للتعليم التي تركز على اختلاف قدرات الطلاب وتخصيص الوقت والتوجيهات المتساوية بغض النظر عن الاحتياجات الفريدة للطلاب. يحول التعلم القائم على الإتقان وجهة النظر، ويعزو تحديات الطلاب إلى أساليب التدريس بدلاً من القدرات المتأصلة. هذا يؤكد أهمية التفاعلات الفردية بين المعلم والطالب على التقييمات الجماعية. لذلك، تتمثل المهمة في التعلم القائم على الإتقان في ضمان الوقت الكافي وتوظيف استراتيجيات تعليمية فعالة حتى يتمكن جميع الطلاب من تحقيق نفس مستوى التعلم. يتماشى هذا النهج الذي يركز على المتعلم أيضًا مع مبادئ التعليم البالغي، مع الاعتراف بأن المتعلمين البالغين يستفيدون من التعليم والتقييمات المخصصة التي تتميز بالشمولية والدعم، مما يعزز تجربة التعلم العادلة وغير القمعية. 
منذ أن تم وضع المفهوم، ثبت تجريبياً أن التعلم القائم على الإتقان فعال في تحسين نتائج التعليم في مجموعة متنوعة من الإعدادات.  يتأثر فعاليته بالموضوع الذي يتم تدريسه، وما إذا كان يتم تصميم الاختبارات محليًا أو وطنيًا، وسرعة الدورة التدريبية وكمية الملاحظات المقدمة للطلاب. حددت الأبحاث حجم تأثير متوسطًا قدره 0.59، مما يدل على تحسن معتدل إلى كبير في الأداء الأكاديمي مع التعلم القائم على الإتقان. بعض العوامل المساهمة في هذا الحجم المتوسط للأثر تشمل موضوع المادة، واستخدام التقييمات المحلية مقابل التقييمات القياسية الوطنية، وسرعة التعليم، وطبيعة الملاحظات المقدمة وتواترها. وقد ارتبطت عتبات الإتقان الأعلى بتحسينات أكبر في أداء الامتحانات، وقد ثبت أن استخدام الملاحظات المستهدفة يعالج الثغرات المفاهيمية والمفاهيم الخاطئة بشكل فعال. بالإضافة إلى ذلك، نظرًا لأن النموذج يستخدم عناصر مثل الاستقلالية والكفاءة، والتي يُعتقد أنها تعزز دوافع الطلاب ومشاركتهم، يُقال إن هذا هو سبب آخر لنجاح النموذج المحتمل في ظروف معينة.

### الدافع
ينبع الدافع وراء التعلم القائم على الإتقان من محاولة تقليل الفجوات في التحصيل للطلاب في الفصول الدراسية العادية. خلال الستينيات القرن العشرين، أشار جون ب. كارول وبنيامين س. بلوم إلى أنه إذا تم توزيع الطلاب بشكل طبيعي فيما يتعلق بمقدرتهم على فهم موضوع ما، وإذا تم تزويدهم بتعليم موحد (من حيث الجودة ووقت التعلم)، فإن مستوى الإنجاز عند الانتهاء من الموضوع متوقع أيضًا أن يتم توزيعه بشكل طبيعي. يمكن توضيح ذلك على النحو التالي:
تقترح أساليب التعلم القائم على الإتقان أنه إذا تلقى كل متعلم جودة تعليمية مثالية ووقت تعلم قدر ما يحتاجونه، فيمكن توقع أن يحقق غالبية الطلاب الإتقان. سيتم تمثيل هذا الموقف على النحو التالي:
في العديد من الحالات، يستخدم المعلمون مسبقًا المنحنى الطبيعي لتصنيف الطلاب. كان بلوم ناقدًا لهذا الاستخدام، وأدان ذلك لأنه يخلق توقعًا من قبل المعلمين بأن بعض الطلاب سينجحون بشكل طبيعي بينما لن ينجح الآخرون. دافع بلوم عن أنه إذا كان المعلمون فعالين، فيمكن ويجب أن يكون توزيع الإنجاز مختلفًا تمامًا عن المنحنى الطبيعي. اقترح بلوم التعلم القائم على الإتقان كوسيلة لمعالجة هذا الأمر. واعتقد أنه باستخدام نهجه، فإن غالبية الطلاب (أكثر من 90 بالمائة) سيحققون تعلمًا ناجحًا ومثيراً. كميزة إضافية، كان يُعتقد أيضًا أن التعلم القائم على الإتقان يخلق اهتمامًا وموقفًا أكثر إيجابية تجاه الموضوع الذي تم تعلمه مقارنةً بطرق الفصول الدراسية المعتادة.